# ローレンス・ローゼン (弁護士)
ローレンス・ローゼン（Lawrence Rosen、短くLarry Rosen）は、弁護士（事務系の弁護士、attorney）であり、コンピュータ・スペシャリスト（専門家）である。彼はRosenlaw & Einschlagというカリフォルニア州の技術系ロー・ファームの共同設立者である。同所は技術系企業向けに知的財産権の保護、ライセンシング、商業取引を専門に扱う。同時に彼はOpen Source Initiativeの法務顧問（general counsel）ならびに書記を務め、Apacheソフトウェア財団、Pythonソフトウェアプロジェクト（Pythonソフトウェアの一覧参照）、そしてFree Standards Group（当時）などオープンソース企業ならびにプロジェクトへの法的な助言を行っている。
ローゼンは2006年春季までスタンフォード・ロー・スクールにおける法学の講師を務めていた。
彼はAcademic Free LicenseならびにOpen Software Licenseの著作権者である。また彼はOpen Web Foundation、Apacheソフトウェア財団の理事を務める。